# Комитет ветеранов войн

Эмблема Комитета ветеранов войн.

Комитет ветеранов войн — международный союз общественных ветеранских объединений, в который входит около 40 организаций стран СНГ. С 2004 года комитет имеет специальный консультативный статус при Экономическом и социальном совете ООН. С 1992 года председателем Комитета является Руслан Аушев.

## Цели и задачи Комитета
В соответствии с Уставом Международного Союза общественных объединений «Общественный Комитет ветеранов войн», целями и направлениями деятельности Союза являются:
- Консолидация и координация усилий для более эффективной социальной, правовой и экономической защиты, моральной, психологической и медицинской реабилитации ветеранов (участников) локальных войн, военных конфликтов и миротворческих операций, членов их семей, а также членов семей погибших и пропавших без вести.
- Укрепление братской дружбы, сотрудничества и взаимопомощи, более полное использование возможностей входящих в Союз в деле укрепления и сохранения мира и международной безопасности путём реализации норм и положений настоящего устава, Устава Организации Объединённых Наций, соблюдения прав человека и основных свобод, провозглашенных Всеобщей декларацией прав человека.